# Ingilrada
Ingilrada (segle x), vídua de Borrell, fou una propietària noble catalana.

## Biografia
L'any 981, Ingilrada decidí emprendre camí cap a Santa Maria del Pui, a l'Alvèrnia, i, com el seu marit uns anys abans, va fer testament. El document comença amb una invocació religiosa, seguit del nom de la testamentària, del motiu de redactar les darreres voluntats i de la destinació de la peregrinació. Com a marmessors elegí el seu fill gran Frujà, el prevere Sunifred, Esclua, fill de Baro, i un criat que es deia Seniol. Instituí generoses deixes pietoses als monestirs de Santa Maria de Ripoll, Sant Miquel de Cuixà, Sant Pere de les Puelles, a l'església de Palau-solità i a la seu deVic. Una peça de terra situada al camí que anava de Vic a França havia de ser per Borrell, prevere i fill de la testamentaria, però a la seva mort havia de passar a la catedral.
Al fill gran, Frujà, Ingilrada li deixà les terres que tenia a Voltregà i que havia aconseguit després de bescanviar-les per altres amb un tal Brunicard. Al fill Borrell li donà unes terres també a Voltregà i que ella havia comprat. Al seu fill Miró tres bous òptims. A la filla Aigo tota la seva roba, un alou a Arbúcies, que havia heretat, i un altre alou dit Sau, que el seu marit li havia donat, juntament amb el vi que es conservés a les tines d'aquests llocs. Aquests béns els podia tenir mentre restés soltera, però si es casava havien de passar als altres fills menors de la testamentària perquè fossin formats i, una vegada educats, es repartissin entre tots els germans a parts iguals.
A Sunyer, els béns del qual estaven sota la seva tutela, traspassà la custòdia al seu fill Miró. Les donacions als fills acaben amb el repartiment del pa i vi restants. Als servents i esclaus donà una certa quantitat de vi i cànem suficient per fer-se cadascun d'ells unes camises. A l'esclava Goldregodo i al fill de Marcuç, també esclau, els concedí la llibertat. Una tercera esclava, Gisclavara, la donà al monestir de sant Pere de les Puelles de Barcelona. A Sunifred li donà la llana necessària per fer-se una peça de roba. El bestiar restant ordenà que fos venut i que els diners obtinguts s'invertissin per pagar deutes. De la collita propera s'havia de treure una part per pagar les despeses generades per la sega. Acabà el testament reiterant el desig que es complissin les seves voluntats. Guisfred, prevere, va escriure el document.
Ingilrada era una dona independent que tenia autonomia per demanar préstecs o deixar diners i dictà lliurement el seu testament disposant plenament dels béns. Així mateix, apareix com a mare amatent quan anomena Miró «fill estimat» i proveeix els fills més petits.